# Dominique Bozzi
Dominique Bozzi (Ajaccio, Còrsega, 3 de juliol de 1971) va ser un ciclista francès, que fou professional entre 1995 i 1997. Com amateur va guanyar una medalla de plata al Campionat del Món en contrarellotge per equips de 1994.

## Palmarès
- 1993
  - 1r al Tour de Bretanya
  - Vencedor d'una etapa al Tour de Loir i Cher
- 1994
  -  Medalla de plata al Campionat del món en Contrarellotge per equips (amb Jean-François Anti, Pascal Derame i Christophe Moreau)
- 2001
  - 1r al Tour de Còrsega